# Limonium algusae
Il limonio di Linosa (Limonium algusae (Brullo) Greuter, 1987) è una pianta appartenente alla famiglia delle Plumbaginaceae, endemica dell'isola di Linosa.